# Monsieur Personne
Pour plus de détails, voir Fiche technique et Distribution.
 Monsieur Personne est un film français réalisé par Christian-Jaque, sorti en 1936.

## Synopsis
Depuis plusieurs semaines un mystérieux Monsieur Personne signe d'audacieux cambriolages au nez et à la barbe de la police qui se révèle impuissante. Josette Verneau est une richissime jeune et belle veuve, Le comte de Tregunc ayant entendu parler des talents de spiritisme de Josette et se déclarant sceptique se fait inviter chez elle afin de la confondre. Ce soir-là, il y a chez Josette tout un gratin de personnalités, Josette afin de prévenir toute accusation de tricherie prend soin avant la séance de condamner toutes les sorties de la pièce. Quelques instants avant le début de la séance, la lumière se coupe et une personne dans l'obscurité dérobe tous les objets de valeurs porté par les invitées. La police est alertée et le commissaire conclut logiquement que le voleur fait partie des participants à la soirée. Mais ni la fouille au corps ni la perquisition ne donne de résultat. En sortant de l'appartement le commissaire s'aperçoit que sa poche est trouée et il comprend ce qui s'est passé, le voleur a glissé les objets volés dans sa poche d'imperméable puis l'a coupé pour les récupérer. Quelques jours après le bijou volé à Josette réapparait mystérieusement. Le comte de Tregunc rend une visite de politesse à Josette et lui décrit le mode opératoire précis de Monsieur Personne, Josette en est infiniment troublée.
On apprend ensuite qu'un détective privé joue un double jeu en refilant des informations sensibles à un complice, Germain. Après que le détective ait donné à ce dernier des indications sur deux grosses affaires se situant dans le midi, il découvre que Germain est l'amant de sa femme. Il décide donc de se venger en prévenant la police. On apprend ensuite que Germain est l'homme de main de Monsieur Personne lequel n'est autre que le comte de Tregunc.
Un fondé de pouvoir de banque doit apporter dans la maison de campagne de Josette une grosse somme en liquide, la police surveille le train qui va de Paris à Foux, mais Monsieur Personne grâce à une organisation minutieuse et à un réseau de complice parvient à faire sortir du train le fondé de pouvoir et son argent. La police une fois de plus est bernée.
Le notaire ayant reçu une lettre de menace de Monsieur Personne, se confie à la police. Dépositaire d'une très grosse somme d'argent et les banques étant fermées le dimanche il a l'idée de déposer cette somme de façon provisoire dans le coffre de Josette Verneau. La police et la gendarmerie prennent le maximum de précaution pour éviter le vol. Monsieur Personne « qui passait pas là par hasard » se fait inviter chez Josette non sans avoir discrètement relevé l'empreinte de la serrure du coffre-fort. Il dépose une minuterie qui le moment venu diffusera un gaz anesthésiant. La police fait enfermer un inspecteur dans la salle du coffre ainsi que le notaire. La nuit venue, Monsieur Personne à l'aide de la clé qu'il a fabriqué et du gaz n'a aucun mal à dérober le contenu du coffre.
Le lendemain matin Monsieur Personne quitte la villa, le notaire est satisfait, il demande à voir son argent, et constate que tout est là. Tandis que bien plus loin Monsieur Personne confie à Germain que l'argent a bien été volé mais remplacé par des faux billets, cependant l'argent appartenant à Josette a été laissé. Monsieur Personne ayant toujours eu un faible pour les jolies femmes.

## Fiche technique
- Réalisation : Christian-Jaque
- Scénario : Jean-Henri Blanchon[1], d'après un roman de Marcel Allain
- Chef-opérateur : Marcel Lucien
- Photographe de Plateau : Léo Mirkine
- Musique : Henri Poussigue[2]
- Décors : Pierre Schild
- Société de production : Sigma
- Société de distribution : Les Films Vog
- Pays d'origine :  France
- Format : Noir et blanc - 35 mm - 1,37:1
- Genre : comédie dramatique
- Durée : 85 minutes
- Date de sortie : France, 4 décembre 1936

## Distribution
- Jules Berry : le comte de Trégunc/Monsieur Personne
- Josseline Gaël : Josette Verneau
- André Berley : Louis
- Henri Marchand : Germain, l'homme de main de M. Personne
- Georges Tourreil : le détective
- Paul Amiot : le commissaire
- Albert Broquin : l'inspecteur
- Robert Ozanne : l'inspecteur Chenut
- Jacques Vitry : Paul Perrier
- Anthony Gildès : Maître Monin, le notaire
- Amy Collin : Marianne de Marcel
- Jean Kolb : le capitaine
- Marcel Vidal : Philippe
- Régine Dancourt : Mme Bert